# Julian Baumgartlinger
Julian Baumgartlinger (Salzburg, 2 januari 1988) is een Oostenrijks voetballer die doorgaans als defensieve middenvelder speelt. Hij verruilde 1. FSV Mainz 05 in juli 2016 voor Bayer Leverkusen. Baumgartlinger debuteerde in 2009 in het Oostenrijks voetbalelftal.

## Clubcarrière
Baumgartlinger speelde in de jeugd bij USC Mattsee en 1860 München. Voor die laatste club maakte hij in 2007 zijn debuut in het betaald voetbal. Baumgartlinger verhuisde twee jaar later naar Austria Wien. In twee seizoenen speelde hij 61 wedstrijden voor Austria Wien en bereikte hij in het seizoen 2009/10 de tweede plaats van de competitie. In juli 2011 betaalde FSV Mainz 05 een bedrag van meer dan één miljoen euro voor de Oostenrijks international. Hij tekende een vierjarig contract bij de Duitse club. Baumgartlinger werd een vaste waarde in het elftal en speelde sinds 2011 meer dan honderd wedstrijden in de Duitse Bundesliga. Na vijf seizoenen bij Mainz tekende hij in juli 2016 een vierjarig contract bij Bayer Leverkusen, dat vier miljoen euro voor hem neertelde.

## Interlandcarrière
Baumgartlinger debuteerde op 9 september 2009 in het Oostenrijks voetbalelftal in een WK-kwalificatiewedstrijd tegen Roemenië. Hij strijdt centraal op het middenveld om een basisplaats met David Alaba en Veli Kavlak. Baumgartlinger maakte tijdens een oefeninterland op 3 juni 2014 in en tegen Tsjechië zijn eerste interlanddoelpunt: bij een 1–1 stand besliste hij een kwartier voor tijd de wedstrijd. Met Oostenrijk won hij op 8 september 2015 het EK-kwalificatieduel tegen Zweden (1–4), waardoor het land zich voor het eerst wist te kwalificeren voor het Europees kampioenschap voetbal. Oostenrijk werd uitgeschakeld in de groepsfase van het EK na nederlagen tegen Hongarije (0–2) en IJsland (1–2) en een gelijkspel tegen Portugal (0–0).